# Cyro Baptista
Pour les articles homonymes, voir Baptista.
Cyro Baptista, né le 23 décembre 1950 à São Paulo, est un percussionniste de jazz et de musiques du monde brésilien.